# Магдалена (департман)
Магдалена је департман на северу Колумбије који обухвата површину од 23.188 km². Главни град овиг департмана је Санта Марта. Број становника износи 1.403.318 а густина насељености је 60 становника/km². Добио је име по реци Магдалена.